# واکسیناسیون کووید ۱۹ در اسرائیل

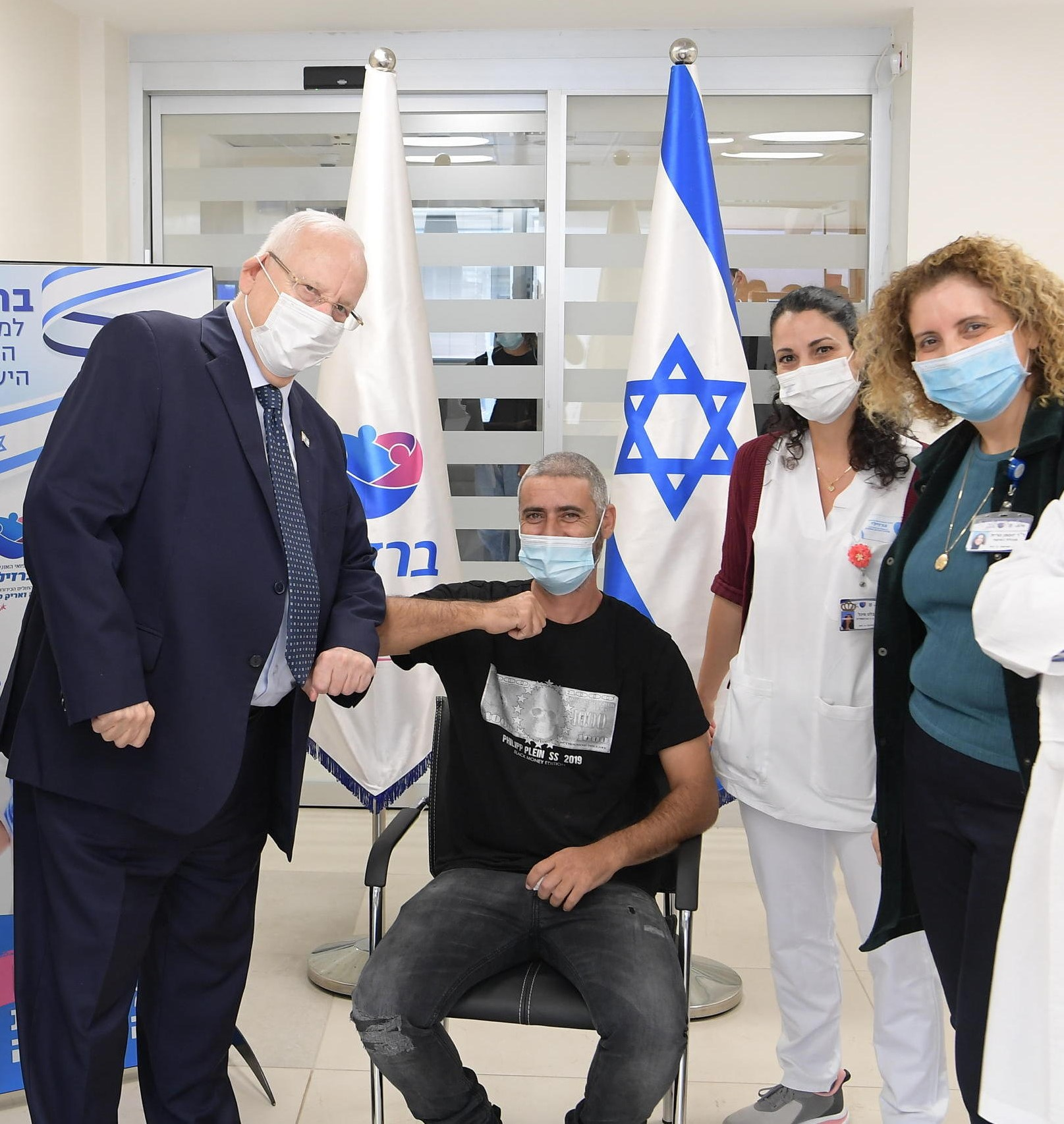
رئیس‌جمهور اسرائیل، رووین ریولین، با اولین واکسیناسیون در مرحله B واکسن، در مؤسسه تحقیقات بیولوژیکی اسرائیل، BriLife در مرکز پزشکی بارزیلای.

واکسیناسیون کروناویروس ۲۰۱۹ در اسرائیل از ۱۹ دسامبر سال ۲۰۲۰ آغاز شد و به دلیل سرعت آن مورد تحسین قرار گرفت، زیرا به بیست درصد از مردم اسرائیل اولین دوز و دومین دوز واکسن در مدت زمان سه هفته داده‌است.

## زمینه
عوامل بسیاری در توزیع سریع واکسن‌ها در اسرائیل نقش داشته‌است. جمعیت اسرائیل به‌طور متوسط از بسیاری دیگر از کشورهای پیشرفته با ۱۲٪ از جمعیت آن بیش از ۶۵ سال جوان تر است.

## تاریخ
در اوایل برنامه، اسرائیل اطلاعات پزشکی مربوط به شهروندان خود را به فایزر، ابرشرکت بین‌المللی تولیدکننده و پخش‌کنندهٔ دارو ارائه داد که بخشی از معامله ای است که این کشور برای دریافت واکسن‌های تأمین کننده COVID-19 از این شرکت انجام داده‌است.